# البيان الفني

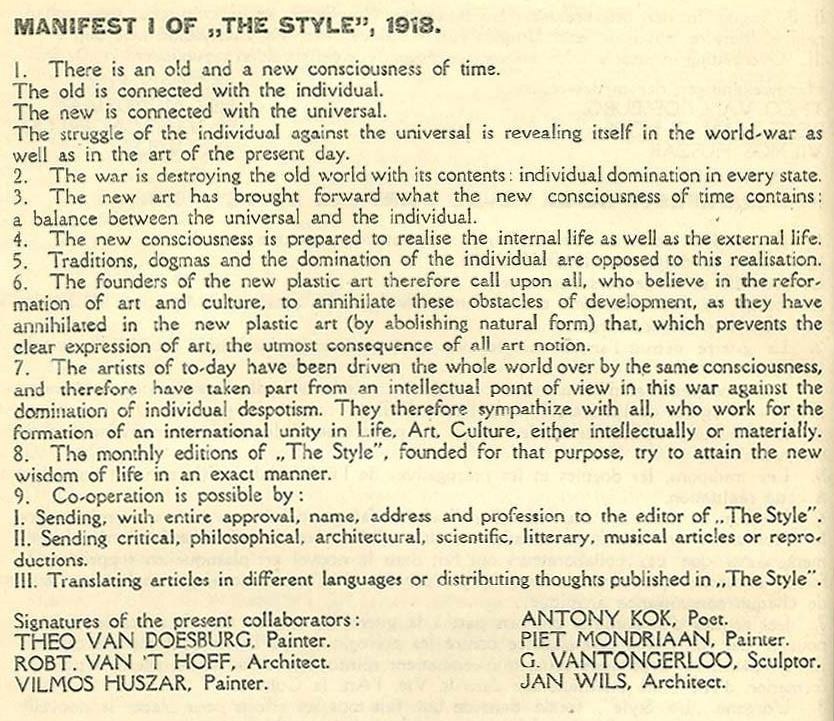
بيان دي ستيجل ، 1918

البيان الفني هو إعلان يضم النوايا والدوافع و الآراء التي يعتنقها فنان او حركو فنية . تعد البيانات سمة طبيعية للحركات المختلفة في الطليعة الحداثية ولا تزال تكتب حتى اليوم. من اهداف البيانات الفنية أحيانًا في خطابها إحداث تأثير ثوري. وغالباً ما تتناول قضايا واسعة النطاق، مثل النظام السياسي. المواضيع النموذجية هي الحاجة إلى الثورة، وحرية (التعبير)، والتفوق الضمني أو المعلن صراحة للكتاب على الوضع الراهن.[بحاجة لمصدر]</link> يوفر البيان وسيلة للتعبير عن الأفكار ونشرها وتسجيلها للفنان أو المجموعة الفنية - حتى لو قام شخص واحد أو شخصان فقط بكتابة الكلمات، فلا يزال يُنسب ذلك في الغالب إلى اسم المجموعة.
قُدم المستقبليين أول بيان فني في القرن العشرين في إيطاليا في عام 1909،  ثم اتبعهمالتكعيبيون ، والفورتيكيون ، والدادائيون ، والسرياليون : الفترة التي سبقت الحرب العالمية الثانية خلقت بيانات لاتزال تعد الاشهر حتى يومنا الحاضر. مالت وسائل الاعلام مثل البث الاذاعي الى تهميش هذه البيانات ،بيد انها لم تتوقف عن اصدارها بشكل كامل ابدا. بسبب الإنترنت، كان هناك عودة للشكل، والعديد من البيانات الجديدة تظهر الآن لجمهور محتمل في جميع أنحاء العالم. لقد استفاد Stuckists من هذا بشكل خاص لبدء حركة عالمية للمجموعات التابعة.
تتضمن البيانات الفنية عادةً على عدد من التصاريح ، التي تكون مرقمة أو في نقاط، هذه التصاريح لا تتبع بالضرورة منطقيًا من واحدة إلى أخرى. شرح تريستان تسارا للبيان ( الحب الضعيف والحب المرير، الجزء الثاني ) يجسد روح الكثيرين:

## المفهوم
قبل أوائل القرن العشرين، كان البيان عبارة عن إعلان ذو أهداف سياسية على وجه الحصر تقريبًا. وبالتالي فإن نية الفنانين الذين يتبنون هذا الشكل هو الإشارة إلى أنهم يستخدمون الفن كأداة سياسية.
هنالك هدفان رئيسيان للبيان الفني . الهدف الاول هو تحديد وانتقاد نموذج معين في الفن أو الثقافة المعاصرة؛ والثاني هو تحديد مجموعة من القيم الجمالية لمواجهة هذا النموذج. في احيان عديدة ، تطمح البيانات إلى أن تكون أعمالًا فنية بحد ذاتها ؛ على سبيل المثال، ينوي العديد من مؤلفي البيان أن يتم القاء نصوصهم. لا يمكن تقدير البيانات الأخرى بشكل كامل باعتبارها مجرد بيانات مكتوبة لأنها تعتمد بشكل كبير على التصميم الجرافيكي للتواصل، وهي سمة مشتركة في البيانات الدادائية. كتب العديد من الفنانين بيانات حول وسائل فنية ليست خاصة بهم.

## ما قبل عام 1900

### البيان الواقعي 1855
كتب غوستاف كوربيه بيانًا واقعيًا لمقدمة كتالوج معرضه الشخصي المستقل عام 1855، مرددًا نغمة البيانات السياسية لتلك الفترة. واكد فيه الغاية التي يطمح لها كفنان " ترجمة العادات والأفكار ومظهر عصرى حسب تقديري الخاص".  

## فترة 1909-1945 المؤثرة

### البيان المستقبلي 1909، 1914
نشر الشاعر الايطالي البارز فيليبو توماسو مارييتي بيانا اسماه البيان المستقبلي في صحيفة جازيتا ديل إميليا الإيطالية في بولونيا في 5 فبراير 1909، ثم بالفرنسية تحت عنوان بيان المستقبل في صحيفة لوفيجارو في 20 فبراير 1909. شن هذا البيان توجها فلسفيا جديدا ، هي المستقبلية ، التي كانت رفضًا للماضي، وتحتفل بالسرعة، والآلات، والعنف، والشباب، والصناعة؛ وكان البيان أيضًا بمثابة دعوة للتحديث والتجديد الثقافي لإيطاليا .

### البيان التكعيبي 1912

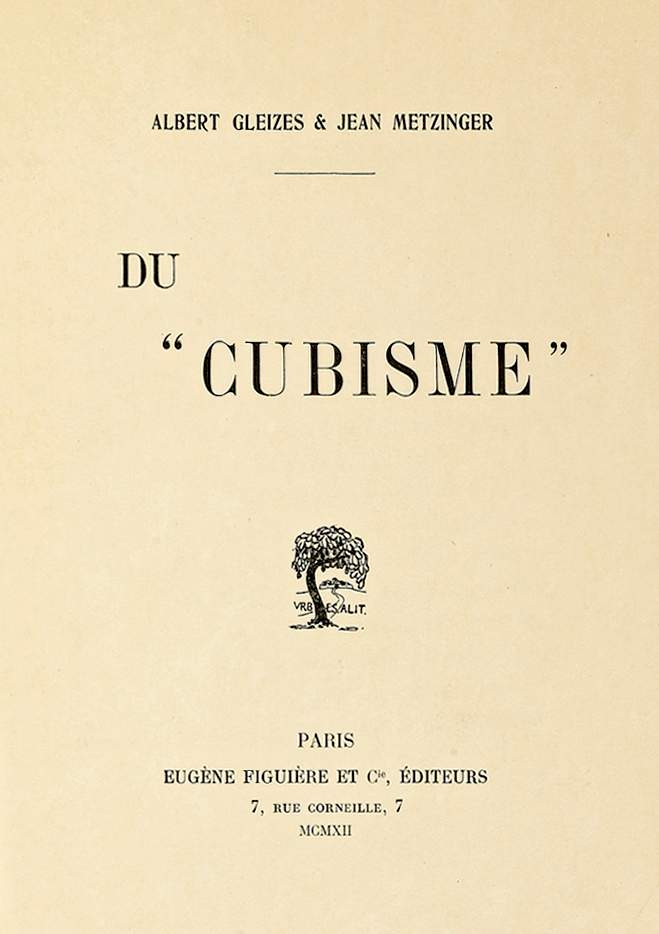
دو "التكعيبية"، 1912، ألبرت جليزيس وجان ميتزينجر ، نشره Eugène Figuière Éditeurs (الغلاف)

يعد كتاب "التكعيبية"، الذي ألفه كلا من ألبرت جليزيس وجان ميتسينجر عام 1912، أول بيان نظري رئيسي عن التكعيبية . وضحت افكار الكتاب بأعمال جليزيس، ميتزينجر، بول سيزان ، فرناند ليجر ، خوان جريس ، فرانسيس بيكابيا ، مارسيل دوشامب ، بابلو بيكاسو ، جورج براك ، أندريه ديرين وماري لورينسين . كان لهذه الاطروحة تأثيرا كبيرا، ربط جليزيس وميتسينغر بشكل صريح مفهوم "المنظور المتعدد" بالحس البرغسوني للزمان. أدت المعالجة متعددة الأوجه للأشياء المادية والفضاء إلى طمس الفروق بين المحسوس و التجريدي، بين الموضوعية واللاموضوعية. استخدمت تأثيرات الهندسة غير الإقليدية لايصال الإحساس النفسي الجسدي بسيولة الوعي.  قدم دو "التكعيبية" مفهوم "التزامن" في ا اطار نظري للتكعيبية. كانت الاطروحة جزءا من مفهوم ولد من قناعة مبنية على فهم المؤلفين لهنري بوانكاريه وبيرجسون بأن الفاصل او الحاجز بين الزمان والمكان يجب أن يتم تحديه بشكل شامل. لقد استند إلى أفكار فلسفية وعلمية، وعلى الهندسة الريمانية ونسبية المعرفة ، وهو ما يتناقض مع مفاهيم الحقيقة المطلقة . تم نشر هذه الأفكار ومناقشتها في المنشورات المتاحة على نطاق واسع، وقراءتها من قبل الكتاب والفنانين المرتبطين بظهور الحداثة .  